# Компьютрониум
Компьютрониум (или вычислениум) — гипотетический материал, используемый как некая программируемая материя, субстанция для компьютерного моделирования виртуальных или реальных объектов.
Компьютрониум представляет собой идеальную, наилучшую архитектуру вычислительного устройства при теоретически максимально возможном упорядочивании структуры материи, сформированной из заданного количества материи.

## Компьютрониум в компьютерных играх

Видение компьютониума

В серии компьютерных игр с виртуальным пространством Вселенная X, таких как X: Beyond the Frontier и книгах Хельге Т. Каутца («Легенда Фарнхэма», «Нопилей», «Йошико», «Хранитель Врат», «Хранитель Земли») описывается использование материала «компьютрониум» для преобразования звёздной материи в Облако сущности:
«Единственным материалом, который позволяет приблизиться к максимуму [силы разума], является суперплотный материал на основе вырожденной материи, называемый компьютрониум (англ. computronium). Он функционирует на основе квантовой механики на фемтомасштабе, позволяя использовать максимальную вычислительную мощность на единицу пространства».

## Компьютрониум в литературе
В серии романов «Автостопом по галактике» Дугласа Адамса вся Земля изображена как программируемая материя; превращенная в один компьютер для того, чтобы найти правильный вопрос к ответу на вопрос о смысле жизни, вселенной и всего остального.
В своей книге Accelerando писатель Чарлз Стросс также использует данный термин.
В книге Revelation Space британского астрофизика и писателя-фантаста Аластера Рейнольдса одна из нейтронных звезд с названием Hades была преобразована в массивный суперкомпьютер. В этом случае нейтронное вещество звезды Hades стало компьютрониумом.